# 9,10-Phenanthrenchinon
9,10-Phenanthrenchinon ist eine chemische Verbindung aus der Gruppe der Ketone und polycyclischen aromatischen Kohlenwasserstoffe. Es ist isomer zum Anthrachinon.

## Gewinnung und Darstellung
9,10-Phenanthrenchinon kann durch Flüssigphasen-Oxidation von Phenanthren mit Chromaten oder mit tert-Butylhydroperoxid, sowie über 9,10-Phenanthrenoxid mit Salpetersäure oder Hypochlorit gewonnen werden. 9,10-Phenanthrenchinon reagiert wie ein typisches α-Diketon, z. B. unterliegt es beim Erhitzen mit wässrigen Laugen der Benzilsäureumlagerung unter Bildung von 9-Hydroxyfluoren-9-carbonsäure (Flurenol).

## Vorkommen
Man findet 9,10-Phenanthrenchinon im Steinkohlenteer, in Tabak und Dieselruß.

## Eigenschaften
9,10-Phenanthrenchinon ist ein brennbarer, schwer entzündbarer, kristalliner, dunkeloranger, geruchloser Feststoff, der praktisch unlöslich in Wasser ist.
Auch ist es leicht sublimierbar.

## Verwendung
9,10-Phenanthrenchinon kann für die Passivierung von Silicium (100)-Oberflächen verwendet werden. Es kann wie andere Chinone auch als Substrat für eine Vielzahl von Flavoenzymen dienen. Auch in Farbstoffen, als Härter für Zahnersatz, zur Bestimmung von Kupfer durch spektrophotometrische Methoden und für organische Synthesen kann es verwendet werden. Es wird als Druckereichemikalie und in der Papierveredelung verwendet, 9,10-Phenanthrenchinon wird als neues Massen-Markierungsreagens für Aldehyde verwendet, auch dient es als Edukt für einige polyannulare Benzoid-Systeme durch Wittig-Reaktion mittels Phasentransferkatalyse.